# LY6L
LY6L (англ. Lymphocyte antigen 6 family member L) – білок, який кодується однойменним геном, розташованим у людей на 8-й хромосомі. Довжина поліпептидного ланцюга білка становить 138 амінокислот, а молекулярна маса — 15 317.
| 10         |  | 20         |  | 30         |  | 40         |  | 50         |
| ---------- |  | ---------- |  | ---------- |  | ---------- |  | ---------- |
| MERLVLTLCT |  | LPLAVASAGC |  | ATTPARNLSC |  | YQCFKVSSWT |  | ECPPTWCSPL |
| DQVCISNEVV |  | VSFKWSVRVL |  | LSKRCAPRCP |  | NDNMKFEWSP |  | APMVQGVITR |
| RCCSWALCNR |  | ALTPQEGRWA |  | LRGGLLLQVG |  | LSLLRALL   |  |            |

A: Аланін

C: Цистеїн

D: Аспарагінова кислота

E: Глутамінова кислота

F: Фенілаланін

G: Гліцин

I: Ізолейцин

K: Лізин

L: Лейцин

M: Метіонін

N: Аспарагін

P: Пролін

Q: Глутамін

R: Аргінін

S: Серин

T: Треонін

V: Валін

W: Триптофан

Кодований геном білок за функцією належить до ліпопротеїнів. 
Локалізований у клітинній мембрані, мембрані.